# باولو فالاكوسا
باولو فالاكوسا (بالإيطالية: Paolo Valagussa)‏ (16 مايو 1993 بميلانو في إيطاليا - ) هو لاعب كرة قدم إيطالي في مركز الوسط. لعب مع نادي مونزا ونادي فيرتوس إينتيلا.

## وصلات خارجية
- باولو فالاكوسا على موقع قاعدة بيانات كرة القدم.إي يو (الإنجليزية)
- باولو فالاكوسا على موقع Soccerway.com (الإنجليزية)